# Nadezjda Petrovna af Rusland
Prinsesse Nadezjda Petrovna af Rusland (russisk: Надежда Петровна Романова; tr. Nadezjda Petrovna Romanova) (3. marts 1898 – 21. april 1988) var en russisk prinsesse fra Huset Romanov. Hun var det tredje barn af storfyrst Peter Nikolajevitj af Rusland og hans hustru prinsesse Militza af Montenegro.

## Biografi
Prinsesse Nadezjda blev født den 3. marts 1892 på slottet Djulber nær Jalta på Krim. Hun var det tredje barn og anden datter af storfyrst Peter Nikolajevitj af Rusland og hans hustru prinsesse Militza af Montenegro.
Før udbruddet af Første Verdenskrig blev hun forlovet med prins Oleg Konstantinovitj af Rusland, der imidlertid døde i 1914 som følge af krigsskader, han havde pådraget sig under krigen. I stedet giftede hun sig i april 1917 på Krim med fyrst Nikolaj Vladimirovitj Orlov, med hvem hun fik to døtre. Hun var blandt de medlemmer af den russiske kejserfamilie, der undslap den Russiske Revolution med det britiske slagskib HMS Marlborough i 1919 sammen med resten af sin familie. Hendes nyfødte datter Irina var den yngste passager ombord på skibet. Hun tilbragte resten af sit lange liv i eksil og døde 90 år gammel den 21. april 1988 i Chantilly udenfor Paris i Frankrig.

## Eksterne links
- Wikimedia Commons har flere filer relateret til Nadezjda Petrovna af Rusland